# Судаленко, Леонид Леонидович
Леонид Леонидович Судаленко (бел. Леанід Леанідавіч Судаленка; род. 23 сентября 1966, Брагинский район, Гомельская область, Белорусская ССР, СССР) — белорусский правозащитник, председатель Гомельского отделения правозащитного центра «Весна». В январе 2021 года арестован, 3 ноября 2021 года приговорён к 3 годам исправительной колонии по обвинению в организации массовых беспорядков. В мае 2021 года удостоен международной премии «Человек человеку» вместе с тремя другими белорусскими правозащитниками. Рядом белорусских и международных организаций признан политическим заключённым — узником совести. Полностью отбыв срок, покинул Беларусь в 2023 году; в июне 2024 года был заочно приговорён к пяти годам колонии.

## Биография
Родился в Брагинском районе Гомельской области. По образованию юрист, окончил Гомельский государственный университет. Работал по специальности в различных организациях. В 2006 году вошёл в инициативную группу кандидата в президенты Александра Милинкевича, после чего с ним не продлили контракт в гомельском управлении «Белтрансгаза». Судаленко устроился работать инспектором по труду в независимый (не входящий в контролируемую Александром Лукашенко Федерацию профсоюзов) профсоюз работников радиоэлектронной промышленности. Впоследствии начал сотрудничать с правозащитным центром «Весна». Получил дополнительное образование в Белорусском доме прав человека. В 2016 году Судаленко участвовал в громком судебном процессе о гибели 13-летней школьницы во время уборки картофеля в колхозе «Восток-Агро». Суд встал на сторону колхоза, однако впервые в белорусской практике назначил крупную денежную компенсацию; по мнению правозащитника Андрея Стрижака, в назначении крупной компенсации велика заслуга Судаленко. Также он активно участвовал в разрешении трудовых споров и помогал готовить жалобы в Комитет по правам человека ООН. В 2019 году был награждён французской премией «Свобода, равенство, братство» за 2018 год. В 2020 году Судаленко оказывал юридическую помощь в обжаловании приговоров суда за участие в несанкционированных массовых мероприятиях в Гомеле после президентских выборов.
18 января 2021 года Судаленко был задержан, вскоре были задержаны волонтёрки гомельского отделения «Весны» Мария Тарасенко и Татьяна Ласица. Суд над Судаленко и Ласицей начался 3 сентября в суде Центрального районе. По решению судьи Сергея Соловского суд проходил в закрытом режиме. 3 ноября суд признал Судаленко виновным и приговорил его к 3 годам лишения свободы в колонии общего режима. Из-за того, что суд был закрытым, подробности процесса неизвестны. В числе доказательств вины Судаленко обвинение предъявило пост в Facebook, в котором Судаленко предлагал подписчикам помочь с покупкой дров для многодетной семьи одного из обвиняемых в массовых беспорядков. Другими доказательствами вины Судаленко суд признал проведение семинара по цифровой безопасности для правозащитников, краткое выступление в одном из видеоблогов с разъяснением юридической сущности протестов, а также помощь в оплате штрафов и услуг адвокатов.
17 сентября 2021 года 23 международные и белорусские правозащитные организации начали кампанию #FreeViasna с требованием немедленного освобождения правозащитников, включая Судаленко. Депутат Бундестага Константин фон Ноц взял символическую опеку над Судаленко.
В 2021 году Судаленко была присуждена международная премия «Человек человеку» (лат. Homo homini) за 2020 год.
21 июля 2023 года Судаленко вышел из колонии, полностью отбыв свой срок. Через две недели после этого он уехал из Беларуси.
1 ноября 2023 года против Судаленко возбудили новое уголовное дело. 17 июня 2024 года Судаленко по двум частям уголовной статьи о содействии экстремистской деятельности заочно приговорили к пяти годам колонии строгого режима, а также к штрафу.

## Семья
Судаленко женат, у него четверо детей.